# Passalora nodosa
Passalora nodosa är en svampart som först beskrevs av Constant., och fick sitt nu gällande namn av L.G. Br. & Morgan-Jones 1976. Passalora nodosa ingår i släktet Passalora och familjen Mycosphaerellaceae.   Inga underarter finns listade i Catalogue of Life.